# Lamprosiella pygmaea
Lamprosiella pygmaea är en fjärilsart som beskrevs av Walker 1854. Lamprosiella pygmaea ingår i släktet Lamprosiella och familjen björnspinnare. Inga underarter finns listade i Catalogue of Life.